# Saison 5 de La Voix
 (mars 2018).
Si vous disposez d'ouvrages ou d'articles de référence ou si vous connaissez des sites web de qualité traitant du thème abordé ici, merci de compléter l'article en donnant les références utiles à sa vérifiabilité et en les liant à la section « Notes et références ».
La Saison 5 de La Voix est diffusée du 12 février 2017 au 7 mai 2017 sur TVA et est animée par Charles Lafortune. Les coachs de cette saison sont Marc Dupré, Éric Lapointe, Pierre Lapointe et Isabelle Boulay, qui est de retour après un an d'absence et qui remplace Ariane Moffatt.

## Équipes
Légendes
- Éliminé lors des Duels
- Volé par un autre coach lors des duels
- Éliminé lors des chants de bataille
- Éliminé lors des directs
- Éliminé lors de la demi-finale
- 4e place
- 3e place
- 2e place
- Gagnant

| Coachs             | Top 48 Artistes     | Top 48 Artistes | Top 48 Artistes   | Top 48 Artistes     | Top 48 Artistes            | Top 48 Artistes           | Top 48 Artistes |
| ------------------ | ------------------- | --------------- | ----------------- | ------------------- | -------------------------- | ------------------------- | --------------- |
| Pierre Lapointe    |                     |                 |                   |                     |                            |                           |                 |
| David Marino       | Sam Tucker          | Hanorah         | Zaya Solange      | Karimah Marshall    | Mike Valletta              | Joëlle Miller             |                 |
| Sebastian Roel     | Jay Lavigne         | Rebecca Noelle  | Willis Pride      | Athena Holmes       | Renée Deschenes            | Gabrielle Osaigbovo       |                 |
| Éric Lapointe      |                     |                 |                   |                     |                            |                           |                 |
| Ludovick Bourgeois | Désirée             | Cindy Daniel    | Jean-Seb Carré    | Guy Mapoko          | Andy Bastarache            | Athena Holmes             |                 |
| Elyann Quessy      | Sebastian Roel      | Anthony Gaudet  | Patricia Larcher  | Ramon Cespedes      | Fatoumata Gallas           | Anthony Monderie Larouche |                 |
| Isabelle Boulay    |                     |                 |                   |                     |                            |                           |                 |
| Frank Williams     | Louis-Paul Gauvreau | Amos J.         | Willis Pride      | Abigail Galwey      | Marilyne Léonard-Thiffault | Alexandre Farina          |                 |
| Annie Gaudreau-Roy | Émilie Allard       | Audrey Emery    | Joshua Moreno     | Tristan Guay        | Chloé McNeil               | Rose Langis               |                 |
| Marc Dupré         |                     |                 |                   |                     |                            |                           |                 |
| Rebecca Noelle     | Michaël             | Margau          | Maxime Desrosiers | Brandon Mignacca    | Tova Stolow                | Annabel Oreste            |                 |
| Jay Lavigne        | Amos J.             | Joëlle Miller   | Andy Bastarache   | Emy Harvey-Fournier | Madmoiselle                | Éric Lussier              |                 |

## Déroulement

### Les auditions à l'aveugle

#### Épisode 1
Performance de groupe : Ma voix - Catherine Major
| Ordre | Participant (âge, ville)                               | Chanson                            | Choix  | Choix | Choix    | Choix |
| Ordre | Participant (âge, ville)                               | Chanson                            | Pierre | Éric  | Isabelle | Marc  |
| ----- | ------------------------------------------------------ | ---------------------------------- | ------ | ----- | -------- | ----- |
| 1     | Madmoiselle (28 ans, Granby)                           | I Surrender - Céline Dion          |        |       |          |       |
| 2     | Chloé McNeil (23 ans, Napierville)                     | Le bruit des bottes - Yann Perreau | —      |       |          | —     |
| 3     | Sam Tucker (24 ans, Gaspé)                             | Reckoning Song - Asaf Avidan       |        |       |          |       |
| 4     | Mylène Vallée (24 ans, Cap-Chat)                       | Si jamais j'oublie - Zaz           | —      | —     | —        | —     |
| 5     | Margau (16 ans, Saint-Jérôme)                          | I Care - Beyoncé                   |        |       |          |       |
| 6     | Ludovick Bourgeois (23 ans, Lorraine)                  | Tu ne sauras jamais - Les B.B.     |        |       |          | —     |
| 7     | Jace Carrillo (24 ans, Valencia, Venezuela)            | Let Me Love You - Justin Bieber    | —      | —     | —        | —     |
| 8     | Rose Langis (20 ans, Montréal)                         | Barracuda - Heart                  |        |       |          |       |
| 9     | Fred Nelson (37 ans, Québec)                           | Jean Batailleur - Zachary Richard  | —      | —     | —        | —     |
| 10    | Athena Holmes (31 ans, Victoria, Colombie-Britannique) | Tainted Love - Soft Cell           |        |       |          | —     |
| 11    | Louis-Paul Gauvreau (27 ans, Saint-Basile-le-Grand)    | Stabwound - Necrophagist           | —      | —     |          | —     |
| 12    | Guy Mapoko (42 ans, Montréal)                          | Lucille - Little Richard           |        |       |          |       |

#### Épisode 2
| Ordre | Participant (âge, ville)                      | Chanson                                                 | Choix  | Choix | Choix    | Choix |
| Ordre | Participant (âge, ville)                      | Chanson                                                 | Pierre | Éric  | Isabelle | Marc  |
| ----- | --------------------------------------------- | ------------------------------------------------------- | ------ | ----- | -------- | ----- |
| 1     | Zaya Solange (25 ans, Montréal)               | What Is It About Men - Amy Winehouse                    |        |       |          |       |
| 2     | Émilie Brochu (19 ans, La Tuque)              | J'ai vu - Niagara                                       | —      | —     | —        | —     |
| 3     | Maxime Desrosiers (35 ans, Chicoutimi)        | You Can't Always Get What You Want - The Rolling Stones | —      |       |          |       |
| 4     | Devan James (28 ans, Saint-Colomban)          | J'm'en veux - Mélanie Renaud                            | —      | —     | —        | —     |
| 5     | Désirée (20 ans, Rosemère)                    | Je déteste ma vie - Pierre Lapointe                     |        |       |          |       |
| 6     | Tristan Guay (20 ans, Gatineau)               | Je voudrais voir la mer - Michel Rivard                 | —      | —     |          | —     |
| 7     | Mike Valletta (30 ans, Montréal)              | I'm Not The Only One - Sam Smith                        |        | —     | —        |       |
| 8     | Ramon Cespedes (38 ans, Ville-Émard)          | Sittin' on the Dock of the Bay - Otis Redding           | —      |       | —        | —     |
| 9     | Rosemary McComeau (22 ans, Québec)            | La ballade des gens heureux - Gérard Lenorman           | —      | —     | —        | —     |
| 10    | Marilyne Léonard-Thiffault (15 ans, Montréal) | Alice - Philippe Brach                                  | —      |       |          | —     |
| 11    | Tova Stolow (27 ans, Lachute)                 | Soulshine - Allman Brothers Band                        |        |       |          |       |
| 12    | Marco Sylver (28 ans, Acadieville, N.-B.)     | H.O.L.Y. - Florida Georgia Line                         | —      | —     | —        | —     |
| 13    | Renée Deschenes (25 ans, Montréal)            | Padam... Padam... - Édith Piaf                          |        |       |          | —     |
| 14    | Jean-Seb Carré (39 ans, Bellechasse)          | Somebody - Bryan Adams                                  |        |       |          |       |

#### Épisode 3
| Ordre | Participant (âge, ville)                          | Chanson                                                      | Choix  | Choix | Choix    | Choix |
| Ordre | Participant (âge, ville)                          | Chanson                                                      | Pierre | Éric  | Isabelle | Marc  |
| ----- | ------------------------------------------------- | ------------------------------------------------------------ | ------ | ----- | -------- | ----- |
| 1     | David Marino (18 ans, Montréal)                   | Stuck On You - Elvis Presley                                 |        |       |          |       |
| 2     | Patricia Larcher (25 ans, Sorel-Tracy)            | No Heaven - DJ Champion                                      | —      |       |          | —     |
| 3     | Annie Gaudreau-Roy (19 ans, Ste-Anne-des-Plaines) | Les trottoirs du boulevard St-Laurent - Diane Tell           | —      |       |          | —     |
| 4     | Steve Balkou (60 ans, North Hatley)               | Keep Playin' That Rock and Roll - Edgar Winter's White Trash | —      | —     | —        | —     |
| 5     | Annabel Oreste (15 ans, Laval)                    | Valerie - Amy Winehouse                                      |        |       |          |       |
| 6     | Aly Marguerite (30 ans, Regina, Saskatchewan)     | Ça va v'nir, découragez-vous pas - La Bolduc                 | —      | —     | —        | —     |
| 7     | Frank Williams (32 ans, Moncton, N.-B.)           | Aline - Christophe                                           | —      | —     |          | —     |
| 8     | Jay Lavigne (25 ans, Lorraine)                    | Don't You Worry Child - Swedish House Mafia                  |        |       |          | —     |
| 9     | Emy Harvey-Fournier (21 ans, Québec)              | Ce qu'il reste de nous - Luce Dufault                        | —      | —     | —        |       |
| 10    | Carmen D'Astous (30 ans, Mont-St-Hilaire)         | Hold Back The River - James Bay                              | —      | —     | —        | —     |
| 11    | Anthony Gaudet (18 ans, St-Donat-de-Montcalm)     | Lie To Me - Jonny Lang                                       |        |       |          |       |
| 12    | Félix Béliveau (21 ans, Dieppe, N.-B.)            | Cap Enragé - Zachary Richard                                 | —      | —     | —        | —     |
| 13    | Gabrielle Osaigbovo (19 ans, Laval)               | Next To Me - Emeli Sandé                                     |        | —     | —        |       |
| 14    | Michaël (36 ans, Boucherville)                    | How Great Thou Art - Elvis Presley                           | —      |       |          |       |

#### Épisode 4
| Ordre | Participant (âge, ville)                            | Chanson                               | Choix  | Choix | Choix    | Choix |
| Ordre | Participant (âge, ville)                            | Chanson                               | Pierre | Éric  | Isabelle | Marc  |
| ----- | --------------------------------------------------- | ------------------------------------- | ------ | ----- | -------- | ----- |
| 1     | Antony Monderie Larouche (26 ans, Rouyn-Noranda)    | Highway Star - Deep Purple            | —      |       |          | —     |
| 2     | Audrey Emery (31 ans, Îles-de-la-Madeleine)         | La Javanaise - Serge Gainsbourg       |        | —     |          | —     |
| 3     | Elyann Quessy (26 ans, Shawinigan)                  | You Oughta Know - Alanis Morissette   | —      |       | —        | —     |
| 4     | Joanie Michaud (29 ans, Gatineau)                   | Et Cetera - Gabrielle Destroismaisons | —      | —     | —        | —     |
| 5     | Éric Lussier (Longueuil)                            | Je sais ton nom - Isabelle Boulay     |        |       |          |       |
| 6     | Naomie Rose (18 ans, Mirabel)                       | Beautiful Tango - Hindi Zahra         | —      | —     | —        | —     |
| 7     | Willis Pride (28 ans, Saint-Pascal-Baylon, Ontario) | Feel Like Makin' Love - Bad Company   |        | —     |          | —     |
| 8     | Alexandre Farina (38 ans, Montréal)                 | C'est extra - Léo Ferré               | —      | —     |          | —     |
| 9     | Hanorah (22 ans, Montréal)                          | All I Could Do Was Cry - Beyoncé      |        |       |          |       |
| 10    | Carol Fournier (35 ans, Granby)                     | Footloose - Kenny Loggins             | —      | —     | —        | —     |
| 11    | Joëlle Miller (34 ans, Gatineau)                    | Aller plus haut - Tina Arena          | —      | —     |          |       |
| 12    | Sebastian Roel (20 ans, ?)                          | A Song For You - Donny Hathaway       | —      |       | —        |       |
| 13    | Clara Sergerie (23 ans, Montréal)                   | Je veux - Zaz                         | —      | —     | —        | —     |
| 14    | Brandon Mignacca (22 ans, Laval)                    | Thinking Out Loud - Ed Sheeran        |        |       |          |       |

#### Épisode 5
| Ordre | Participant (âge, ville)                       | Chanson                               | Choix  | Choix | Choix    | Choix |
| Ordre | Participant (âge, ville)                       | Chanson                               | Pierre | Éric  | Isabelle | Marc  |
| ----- | ---------------------------------------------- | ------------------------------------- | ------ | ----- | -------- | ----- |
| 1     | Karimah Marshall (27 ans, Edmonton, Alberta)   | Forever Don't Last - Jazmine Sullivan |        |       |          |       |
| 2     | Éric-Alexandre Dufort (22 ans, Mascouche)      | Avant de disparaître - Claude Bégin   | —      | —     | —        | —     |
| 3     | Abigail Galwey (24 ans, Montréal)              | Glory Box - Portishead                | —      |       |          | —     |
| 4     | Fatoumata Gallas (29 ans, Montréal)            | Faire des enfants - Jean Leloup       | —      |       |          | —     |
| 5     | Amos J. (35 ans, Lac-Brome)                    | Badfish - Sublime                     | —      | —     | —        |       |
| 6     | Cindy Daniel (30 ans, Mirabel)                 | Life Is A Highway - Tom Cochrane      |        |       |          |       |
| 7     | Émilie Allard (26 ans, Montréal)               | Bonnie and Clyde                      | —      | NC    |          | —     |
| 8     | Véronica Hidalgo (19 ans, Victoriaville)       | Le temps est bon - Stéphane Venne     | —      | NC    | —        | —     |
| 9     | Andy Bastarache (20 ans, Saint-Antoine, N.-B.) | Tennessee Whiskey - Chris Stapleton   |        | NC    |          |       |
| 10    | Joyce N'Sana (28 ans, Sainte-Agathe-des-Monts) | Allô le monde - Pauline               | —      | NC    | —        | NC    |
| 11    | Joshua Moreno (16 ans, Québec)                 | Never Say Never - The Fray            |        | NC    |          | NC    |
| 12    | Rebecca Noelle (31 ans, Ottawa, Ontario)       | Ebb Tide - The Righteous Brothers     |        | NC    | NC       | NC    |

### Les duels
Encore une fois cette saison-ci, les coachs sont assistés d'un mentor lors de l'étape des duels. Il s'agit des Sœurs Boulay  dans l'équipe de Pierre Lapointe, de Michel Pagliaro dans l'équipe d'Éric Lapointe, de Paul Daraîche dans l'équipe d'Isabelle Boulay et de Corneille dans l'équipe de Marc Dupré.

#### Épisode 6
Le participant est sauf
 Le participant est éliminé
 Le participant perd son duel, mais est volé par un autre coach
| Ordre | Coach    | Artistes         | Artistes                   | Chanson                           | Vols   | Vols | Vols     | Vols |
| Ordre | Coach    | Artistes         | Artistes                   | Chanson                           | Pierre | Éric | Isabelle | Marc |
| ----- | -------- | ---------------- | -------------------------- | --------------------------------- | ------ | ---- | -------- | ---- |
| 1     | Éric     | Anthony Gaudet   | Guy Mapoko                 | Allumer le feu - Johnny Hallyday  | —      | NC   | —        | —    |
| 2     | Isabelle | Abigail Galwey   | Chloé McNeil               | Million Reasons - Lady Gaga       | —      | —    | NC       | —    |
| 3     | Pierre   | Mike Valletta    | Willis Pride               | Viva La Vida - Coldplay           | NC     | —    |          | —    |
| 4     | Marc     | Éric Lussier     | Tova Stolow                | Ayoye - Offenbach                 | —      | —    | —        | NC   |
| 5     | Éric     | Elyann Quessy    | Patricia Larcher           | Bitch - Meredith Brooks           | —      | NC   | —        | —    |
| 6     | Isabelle | Tristan Guay     | Marilyne Léonard-Thiffault | Partir ensemble - Salomé Leclerc  | —      | —    | NC       | —    |
| 7     | Pierre   | Karimah Marshall | Athena Holmes              | D'amour ou d'amitié - Céline Dion | NC     |      | —        | —    |
| 8     | Marc     | Brandon Mignacca | Madmoiselle                | Alive - Sia                       | —      | —    | —        | NC   |

#### Épisode 7
Le participant est sauf
 Le participant est éliminé
 Le participant perd son duel, mais est volé par un autre coach
| Ordre | Coach    | Artistes            | Artistes                 | Chanson                                        | Vols   | Vols | Vols     | Vols |
| Ordre | Coach    | Artistes            | Artistes                 | Chanson                                        | Pierre | Éric | Isabelle | Marc |
| ----- | -------- | ------------------- | ------------------------ | ---------------------------------------------- | ------ | ---- | -------- | ---- |
| 1     | Marc     | Joëlle Miller       | Margau                   | Halo/Already Gone - Beyoncé/Kelly Clarkson     |        | —    | —        | NC   |
| 2     | Pierre   | Sam Tucker          | Jay Lavigne              | Sèche tes pleurs - Daniel Bélanger             | NC     | —    | —        |      |
| 3     | Éric     | Ludovick Bourgeois  | Antony Monderie Larouche | It's My Life - Bon Jovi                        | —      | NC   | —        | —    |
| 4     | Isabelle | Émilie Allard       | Annie Gaudreau-Roy       | Fais-moi un show de boucane - Les Sœurs Boulay | —      | —    | NC       | —    |
| 5     | Marc     | Maxime Desrosiers   | Amos J.                  | R'viens pas trop tard - Zébulon                | —      | —    |          | NC   |
| 6     | Pierre   | Rebecca Noelle      | Hanorah                  | I Try - Macy Gray                              | NC     | —    | NC       |      |
| 7     | Éric     | Cindy Daniel        | Sebastian Roel           | Quand on n'a que l'amour - Jacques Brel        |        | NC   | NC       | NC   |
| 8     | Isabelle | Louis-Paul Gauvreau | Rose Langis              | Born to Be Wild - Steppenwolf                  | NC     | —    | NC       | NC   |

#### Épisode 8
Le participant est sauf
 Le participant est éliminé
 Le participant perd son duel, mais est volé par un autre coach
| Ordre | Coach    | Artistes         | Artistes            | Chanson                                            | Vols   | Vols | Vols     | Vols |
| Ordre | Coach    | Artistes         | Artistes            | Chanson                                            | Pierre | Éric | Isabelle | Marc |
| ----- | -------- | ---------------- | ------------------- | -------------------------------------------------- | ------ | ---- | -------- | ---- |
| 1     | Pierre   | Zaya Solange     | Gabrielle Osaigbovo | Can't Take My Eyes Off You - Frankie Valli         | NC     | —    | NC       | NC   |
| 2     | Marc     | Michaël          | Emy Harvey-Fournier | Que je t'aime - Johnny Hallyday                    | NC     | —    | NC       | NC   |
| 3     | Isabelle | Frank Williams   | Joshua Moreno       | Cryin' - Roy Orbison                               | NC     | —    | NC       | NC   |
| 4     | Éric     | Désirée          | Fatoumata Gallas    | La laideur - Safia Nolin                           | NC     | NC   | NC       | NC   |
| 5     | Pierre   | David Marino     | Renée Deschenes     | Désormais - Charles Aznavour                       | NC     | —    | NC       | NC   |
| 6     | Marc     | Annabel Oreste   | Andy Bastarache     | Jealous - Labrinth                                 | NC     |      | NC       | NC   |
| 7     | Isabelle | Alexandre Farina | Audrey Emery        | Seras-tu là? - Michel Berger                       | NC     | NC   | NC       | NC   |
| 8     | Éric     | Jean-Seb Carré   | Ramon Cespedes      | Dancing in the Street - David Bowie et Mick Jagger | NC     | NC   | NC       | NC   |

### Les chants de bataille

#### Épisode 9
Le participant est sauvé
 Le participant est éliminé
Après les Duels, chaque équipe compte 8 candidats. Le coach en choisit 5, qui vont directement aux Directs, en mettant les 3 autres en danger. Chaque candidat chante sa chanson (qu'il a lui-même choisie), et le coach ne peut en garder qu'un seul, qui prendra la sixième et dernière place de l'équipe pour les directs.
| Ordre | Coach           | Participant(e)     | Chanson                                                      |
| ----- | --------------- | ------------------ | ------------------------------------------------------------ |
| 1     | Pierre Lapointe | Joëlle Miller      | Parce qu'on vient de loin - Corneille                        |
| 2     | Pierre Lapointe | Sam Tucker         | Kansas City - Fats Domino                                    |
| 3     | Pierre Lapointe | Sebastian Roel     | S.O.S. d'un terrien en détresse - Starmania/Daniel Balavoine |
| 4     | Marc Dupré      | Annabel Oreste     | Ma philosophie - Amel Bent                                   |
| 5     | Marc Dupré      | Jay Lavigne        | Crier tout bas - Cœur de Pirate                              |
| 6     | Marc Dupré      | Rebecca Noelle     | Who's Lovin' You - The Jackson 5                             |
| 7     | Isabelle Boulay | Alexandre Farina   | Love Me... Please Love Me... - Michel Polnareff              |
| 8     | Isabelle Boulay | Amos J.            | Walking in Memphis - Marc Cohn                               |
| 9     | Isabelle Boulay | Annie Gaudreau-Roy | Les feuilles mortes - Yves Montand                           |
| 10    | Éric Lapointe   | Andy Bastarache    | Somebody Like You - Keith Urban                              |
| 11    | Éric Lapointe   | Athena Holmes      | Je veux tout - Ariane Moffatt                                |
| 12    | Éric Lapointe   | Elyann Quessy      | Dis tout sans rien dire - Daniel Bélanger                    |

### Les Directs
À partir de maintenant, les 4 derniers épisodes sont diffusés en direct.
 Le participant est sauvé
 Le participant est éliminé

#### Épisode 10
Birdy a chanté avec les douze candidats, au début de l'épisode.
| Ordre | Coach           | Participant(e)             | Chanson                                      | Points (coach) | Points (public) | Points (total) |
| ----- | --------------- | -------------------------- | -------------------------------------------- | -------------- | --------------- | -------------- |
| 1     | Éric Lapointe   | Andy Bastarache            | Moman - Éric Lapointe                        | 32             | 33              | 65             |
| 2     | Éric Lapointe   | Guy Mapoko                 | Je chante comme un coyote - Offenbach        | 29             | 5               | 34             |
| 3     | Éric Lapointe   | Ludovick Bourgeois         | Faithfully - Journey                         | 39             | 62              | 101            |
| 4     | Marc Dupré      | Brandon Mignacca           | En apesanteur - Calogero                     | 32             | 14              | 46             |
| 5     | Marc Dupré      | Rebecca Noelle             | Solitude - Lulu Hughes                       | 35             | 49              | 84             |
| 6     | Marc Dupré      | Tova Stolow                | Stone Cold - Demi Lovato                     | 33             | 37              | 70             |
| 7     | Isabelle Boulay | Abigail Galwey             | La marée haute - Lhasa de Sela               | 30             | 8               | 38             |
| 8     | Isabelle Boulay | Frank Williams             | T'envoler - Paul Daraîche                    | 32             | 52              | 84             |
| 9     | Isabelle Boulay | Marilyne Léonard-Thiffault | All I Want - Kodaline                        | 38             | 40              | 78             |
| 10    | Pierre Lapointe | David Marino               | Quand ça balance - Michel Legrand            | 40             | 61              | 101            |
| 11    | Pierre Lapointe | Karimah Marshall           | Y'a de l'amour dans l'air - Martine St-Clair | 25             | 8               | 33             |
| 12    | Pierre Lapointe | Mike Valletta              | Counting Stars - OneRepublic                 | 35             | 31              | 66             |

#### Épisode 11
Zaz a chanté avec les douze candidats, au début de l'épisode.
| Ordre | Coach           | Participant(e)      | Chanson                                  | Points (coach) | Points (public) | Points (total) |
| ----- | --------------- | ------------------- | ---------------------------------------- | -------------- | --------------- | -------------- |
| 1     | Marc Dupré      | Margau              | Let It Go - James Bay                    | 37             | 42              | 79             |
| 2     | Marc Dupré      | Maxime Desrosiers   | Je suis cool - Gilles Valiquette         | 30             | 11              | 41             |
| 3     | Marc Dupré      | Michaël             | Aimons-nous - Yvon Deschamps             | 33             | 47              | 80             |
| 4     | Pierre Lapointe | Hanorah             | Mon cœur pour te garder - Noëlle Cordier | 33             | 18              | 51             |
| 5     | Pierre Lapointe | Sam Tucker          | Down in Mexico - The Coasters            | 35             | 70              | 105            |
| 6     | Pierre Lapointe | Zaya Solange        | Papaoutai - Stromae                      | 32             | 12              | 44             |
| 7     | Éric Lapointe   | Cindy Daniel        | Me and Bobby McGee - Janis Joplin        | 32             | 14              | 46             |
| 8     | Éric Lapointe   | Désirée             | Tu m'aimes-tu - Richard Desjardins       | 35             | 56              | 91             |
| 9     | Éric Lapointe   | Jean-Seb Carré      | Chasse-Galerie - Claude Dubois           | 33             | 30              | 63             |
| 10    | Isabelle Boulay | Amos J.             | Your Song - Elton John                   | 30             | 24              | 54             |
| 11    | Isabelle Boulay | Louis-Paul Gauvreau | L'abîme du rêve - Incandescence          | 36             | 52              | 88             |
| 12    | Isabelle Boulay | Willis Pride        | Juste une p'tite nuite - Les Colocs      | 34             | 24              | 58             |

### Demi-finale
Safia Nolin a chanté avec les huit candidats, au début de l'épisode.
| Ordre | Coach           | Participant(e)      | Chanson                                       | Points (public) |
| ----- | --------------- | ------------------- | --------------------------------------------- | --------------- |
| 1     | Pierre Lapointe | David Marino        | L.O.V.E. - Nat King Cole                      | 56              |
| 2     | Pierre Lapointe | Sam Tucker          | Toxic - Britney Spears                        | 44              |
| 3     | Isabelle Boulay | Frank Williams      | On jase de toi - Noir Silence                 | 52              |
| 4     | Isabelle Boulay | Louis-Paul Gauvreau | Hurt - Nine Inch Nails                        | 48              |
| 5     | Éric Lapointe   | Désirée             | Je n't'aime plus - Mario Pelchat              | 29              |
| 6     | Éric Lapointe   | Ludovick Bourgeois  | Drops of Jupiter - Train                      | 71              |
| 7     | Marc Dupré      | Michaël             | L'escalier - Paul Piché                       | 41              |
| 8     | Marc Dupré      | Rebecca Noelle      | The Power of Love - Frankie Goes To Hollywood | 59              |

### Finale
| Coach           | Participant(e)     | Pourcentages des votes | Chanson                    | Auteur / Compositeur                        |
| --------------- | ------------------ | ---------------------- | -------------------------- | ------------------------------------------- |
| Marc Dupré      | Rebecca Noelle     | 22                     | Promets-moi                | Marc Dupré, Frédérick Baron, John Nathaniel |
| Isabelle Boulay | Frank Williams     | 11                     | Sur la terre des musiciens | Paul Daraîche, Nelson Minville              |
| Pierre Lapointe | David Marino       | 17                     | Amour ou songe             | Pierre Lapointe                             |
| Éric Lapointe   | Ludovick Bourgeois | 50                     | Si je commençais           | Éric Lapointe, Lynda Lemay, Stéphane Dufour |